# Сакраны
Сакраны (лат. Sacrani) — древний италийский народ, этнополитическая общность в Латии, сабинского происхождения.

## История
Историю сакранов можно восстановить лишь частично. Известно, что они происходили из древней столицы сабинов города Реате. По Фесту (в изложении Павла Диакона) здесь исполнялся сабинами италийский обычай давать обет священной весны (ver sacrum): «Ведь побужденные великими опасностями, они обещали принести жертву из числа всех живых существ, что народятся ближайшей весной. Но так как казалось жестоким убивать невинных мальчиков и девочек, то они скрывали их до совершеннолетия и затем изгоняли за пределы своих границ». Так что, когда подходило время, сабины в Реате проводили особый обряд изгнания во исполнение жертвенного обета священной весны (vere sacro). Этот обычай давал название и прошедшим через обряд изгнанникам — сакраны (sacrani).
Подробно этот обычай изгнания посвящённой весне молодёжи описывает также древнегреческий историк и ритор второй половины I века до н. э. Дионисий Галикарнасский в «Римских древностях» (Кн. I, XVI) (однако, он относит это к аборигинам).
Таким образом, из племени сабинов регулярно уходила часть деятельной молодёжи. Однако, лишённые гражданских прав, они не теряли племенного и религиозного единства. Собираясь в вооруженные отряды, которые были снабжены родственниками и общиной всем необходимым, включая оружие, сакраны расселялись по окружающим землям. В основном, видимо, они становились наёмниками.
Согласно смутным припоминаниям латинских писателей, в давние времена отряды сакранов спустились с Сабинских гор и заняли область но нижнему течению Тибра, изгнав господствовавших там лигуров и сикулов (по Фесту). Так сакраны подчинили себе некоторые общины Притибрья, и в том числе участок позднее названный Семихолмием (Септимонтием, Septimontium). Но, кроме округи будущего Древнего Рима, сакраны некоторое время властвовали и над рядом других общин северо-восточного Латия.
Так Вергилий, описывая состав войска перед битвой и относя события ко «временам Энея», называет отряды воинов Средней Италии. Среди прочих, в этом перечислении упомянуты: «со щитами цветными сакраны» (Энеида. Кн. VII, стих 796).
Ф. Шулин предполагает, что у сакранов был обычай нести перед собой в походе в виде знамени изображение священного волка, животного, посвящённого Марсу. По Шулину, именно латинские сакраны учредили в одной пещере у подошвы Палатинского холма своё святилище волка (lupercal), и установили ежегодные празднества в честь волка — Луперкалии (lupercalia), справлявшиеся и в позднейшее римское время.
Позднее сакраны были потеснены в Латии аборигинами, также вышедшими из области Реате. С этого времени сакраны уже не имели серьёзного политического значения. Постепенно они ассимилировались различными общинами латинян и больше в истории не упоминались.